# Astyochia fessonia
Astyochia fessonia là một loài bướm đêm trong họ Geometridae.